# Helmuth James von Moltke
Helmuth James Graf von Moltke (Kreisau, 11 maart 1907 – Berlijn, 23 januari 1945) was een Duitse jurist. Hij werkte bij de Abwehr en sprak zich uit tegen de mensenrechtenschendingen door de Duitse legers. Hij leidde de Kreisauer Kreis, een groep van intellectuelen die met elkaar plannen maakten voor de wederopbouw van Duitsland na de ondergang van het nazisme. De Gestapo arresteerde Von Moltke in januari 1944. Een jaar later werd hij opgehangen.

## Levensloop

### Vroege jaren
Von Moltkes vader behoorde tot een oud adellijk geslacht uit Mecklenburg met de naam Moltke. Helmuth van Moltke zelf was een achterneef van Helmuth Johannes Ludwig von Moltke. Zijn moeder Dorothy Innes was een Zuid-Afrikaaanse met Britse wortels. Haar vader was opperrechter van het Hooggerechtshof van de Unie van Zuid-Afrika.
Von Moltkes ouders waren Christian Scientists. Zij behoorden tot de groep die het boek Wetenschap en Gezondheid met Sleutel tot de Heilige Schrift van Mary Baker Eddy, een van de belangrijkste boeken binnen de beweging, in het Duits vertaalden. Helmuth von Moltke maakte later de overstap naar de Evangelische Kerk van Pruisen.
Van 1927 tot 1929 studeerde Von Moltke rechten en politicologie in Breslau, Wenen, Heidelberg en Berlijn. Hij raakte in zijn studententijd betrokken bij de Löwenberger Arbeitsgemeinschaften, waar werklozen met een academische achtergrond en jonge boeren samen kwamen in discussiegroepen om van elkaar te leren.

### Advocaat
Von Moltke deed in 1934 zijn staatsexamen om voor toelating tot de advocatuur. In 1935 bedankte hij voor een aanbod om rechter te worden, omdat hij dan moest toetreden tot de NSDAP. In plaats daarvan opende Von Moltke een eigen advocatenpraktijk in Berlijn en hielp slachtoffers van het nazisme om te emigreren. Hij reisde daarvoor veel naar het buitenland.

### Werkzaam voor de Abwehr
Direct na de Duitse invasie in Polen kwam Von Moltke in dienst van de Abwehr, de militaire inlichtingendienst van de Wehrmacht. Hij diende bij het Oberkommando der Wehrmacht (OKW) onder leiding van admiraal Wilhelm Canaris als expert in internationaal- en krijgsrecht. Von Moltkes belangrijkste taak was het vergaren van inlichtingen van militair-strategisch belang. Hij verwierf deze inlichtingen onder andere via militaire attachés en buitenlandse kranten. Von Moltke functioneerde bovendien als contactpersoon tussen het OKW en het ministerie van Buitenlandse Zaken.
Tijdens zijn reizen in de door Duitsland bezette gebieden kwam Von Moltke veel schendingen van mensenrechten tegen en protesteerde daar vaak tegen. Hij was van de weinige beambten die pleite voor de behandeling van de Sovjet-krijgsgevangenen volgens de Conventie van Genève. Von Moltke schreef hierover in 1941 in een brief: "Zeker meer dan duizend mensen worden dagelijks op deze wijze vermoord, en zeker duizend Duitsers zijn gewend aan moorden. Wat moet ik zeggen wanneer men vraagt: “En wat deed jij in deze tijd?" In dezelfde brief schrijft hij over de Jodenvervolging: "Sinds zaterdag worden de Berlijner Joden verzameld. Ze worden weggezonden met wat ze kunnen dragen. Hoe kan iemand hier weet van hebben en nog vrij rondlopen?"
Von Moltke hoopte dat zijn protesten een humaan effect konden hebben bij het optreden van de Duitse legers. Hij werd daarbij gesteund door anti-Hitlergezinde officieren zoals Canaris en majoor-generaal Hans Oster. Von Moltke schreef een memorandum waarin hij er op aandrong dat de Wehrmacht de Geneefse Conventie en de Haagse Conventie te volgen, in lijn met het internationaal recht en om een goede behandelingen van Duitse krijgsgevangenen in geallieerde handen af te dwingen. Von Moltkes aanbevelingen werden door veldmaarschalk Wilhelm Keitel afgewezen met de opmerking dat die voort kwamen uit een "militair concept van ridderlijke oorlogsvoering".
Von Moltke maakte ook bezwaar tegen het neerschieten van gijzelaars in Nederland en waarschuwde het Deense verzet over de op handen zijnde deportatie van de Deense Joden, waarna het grootste deel van de Deense Joden in een nacht in bootjes richting Zweden werd overgezet.
In 1943 reisde Von Moltke twee keer naar Istanbul, officieel om Duitse koopvaardijschepen die in beslag waren genomen terug te krijgen. In feite ontmoette hij in Turkije een aantal geestverwanten, zoals de Duitse ambassadeur aldaar Franz von Papen. Zij stelden een rapport op dat de Amerikaanse president Franklin D. Roosevelt bereikte. Door zijn adviseurs hechtte Roosevelt weinig waarde aan het rapport. Von Moltke probeerde in contact te komen met de Britse diplomaten, maar dat contact kwam niet goed van de grond.

### Kreisauer Kreis
Von Moltke verzamelde een groep geestverwanten om zich heen die allen een afkeer hadden van he nazisme. Zij kwamen drie maal bij Van Moltke thuis in Kreisau. Daaraan dankte de groep haar naam: de Kreisauer Kreis. Bij de eerste bijeenkomst in mei 1942 werd gesproken over het falen van de scholen en kerken om weerstand te bieden tegen het nazisme. De tweede bijeenkomst in de herfst van 1942 ging over de wederopbouw van Duitsland na de onvermijdelijke eindnederlaag. De derde bijeenkomst in juni 1943 draaide om de vraag hoe Duitse oorlogsmisdadigers na de oorlog berecht moesten worden.

### Arrestatie en vonnis

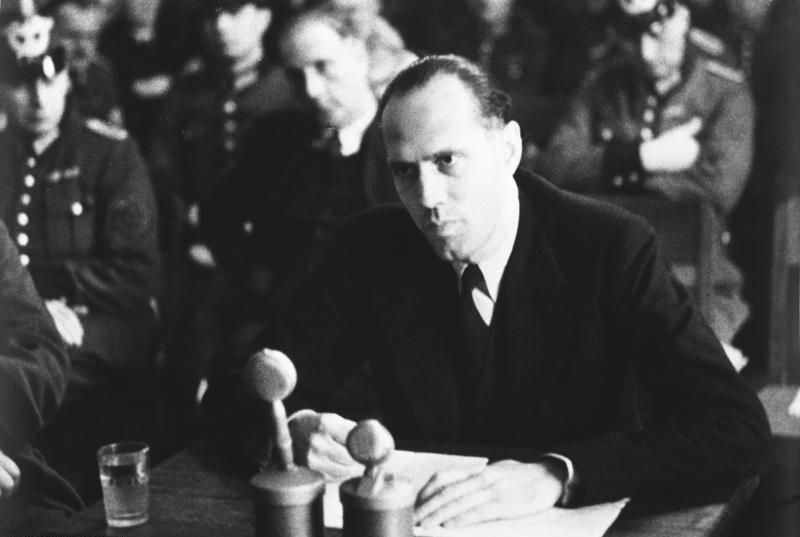
Moltke voor het Volksgerichtshof.

In januari 1944 waarschuwde Moltke Otto Kiep, die in Berlijn bijeenkomsten bijwoonde van de verzetsgroep rond Hanna Solf, dat de groep was geïnfiltreerd door een Gestapo-agent. De Gestapo ontdekte het lekken van Moltke en arresteerde hem. 
Von Moltke was tegen een aanslag op Hitler, omdat hij vreesde dat het van Hitler een martelaar zou maken. Als de aanslag mislukte, dan zou dit catastrofale gevolgen hebben voor het verzet, waarbij veel mensen zouden sterven die Duitsland na de oorlog nodig zou hebben voor het herstel van de democratie. Von Moltkes vrees kwam uit na de mislukte aanslag door Claus von Stauffenberg op 20 juli 1944 en de daarop volgende couppoging. Niet alleen de coupplegers werden vervolgd, maar ook veel geestverwanten waren hun leven niet zeker. Zeker vijfduizend Duitsers werden geëxecuteerd als gevolg van de vervolgingen vanwege de mislukte aanslag.
Von Moltke verscheen voor het Volksgerichtshof waar rechter Roland Freisler op 11 januari 1945 de doodstraf uitsprak vanwege verraad. Vanuit de Tegelgevangenis, terwijl hij wachtte tot het vonnis uitgevoerd werd, schreef hij in een brief aan zijn vrouw dat hij niet voor de rechtbank stond "als een protestant, niet als een grootgrondbezitter, niet als een Pruis of een Duitser, maar als christen en niets anders (…). Maar waar het Derde Rijk zo bang voor is is het volgende: een individu, jouw man, van wie is bewezen dat hij met geestelijken van beide denominaties, protestant en katholiek, vragen besprak over de praktische en ethische eisen van het christendom. Niets anders. Alleen daarom zijn we veroordeeld. Ik huilde net, niet omdat ik verdrietig was of melancholisch, maar omdat ik dankbaar ben en bewogen vanwege dit bewijs van Gods aanwezigheid".
De verzetsvrouw Ruth Andreas-Friedrich en haar medestanders probeerden tevergeefs via hoge nazibonzen het doodvonnis ongedaan te laten maken. Twaalf dagen na het horen van de doodstraf werd Von Moltke opgehangen in de Plötzensee-gevangenis.

## Persoonlijk
Von Moltke was getrouwd met Freya Deichmann (1911-2010), met wie hij twee zonen had.
- Bibsys: 11023831
- Biblioteca Nacional de España: XX4867347
- Bibliothèque nationale de France: cb12054658d (data)
- Catàleg d'autoritats de noms i títols de Catalunya: 981058525712906706
- Gemeinsame Normdatei: 118583395
- International Standard Name Identifier: 0000 0000 8148 1854
- Library of Congress Control Number: n81003931
- Nationale Bibliotheek van Letland: 000222347
- Bibliotheek van het Japanse parlement: 00621142
- Nationale Bibliotheek van Tsjechië: mzk2002157162
- Nationale Bibliotheek van Israël: 987007301549805171
- Nationale Bibliotheek van Polen: a0000001181277
- Nederlandse Thesaurus van Auteursnamen: 070812179
- LIBRIS: 234743
- SNAC: w6t519nm
- Système universitaire de documentation: 028781562
- Virtual International Authority File: 68949059
- WorldCat: E39PBJmDpjHDpKGtx4PtFdDQbd